# Walther von Lüttwitz
Pour les articles homonymes, voir Lüttwitz.
Walther von Lüttwitz, né le 2 février 1859 à Bodland, arrondissement de Rosenberg-en-Haute-Silésie et décédé le 20 septembre 1942 à Breslau, est un officier supérieur allemand qui prend part à la Première Guerre mondiale. Au déclenchement de la guerre, il occupe le poste de chef d'état-major de la 4e armée allemande, il commande ensuite plusieurs divisions avant de diriger le 3e corps d'armée. Avec cette troupe, il combat à la bataille des monts de Champagne puis lors de l'offensive Michael.
À la fin du conflit, il dirige la garnison de la Reichswehr de Berlin et participe à la répression du soulèvement spartakiste de janvier 1919. Il prend une part active au putsch de Kapp en 1920 et doit ensuite quitter l'Allemagne. Il y retourne en 1924 une fois son amnistie prononcée.

## Biographie

### Origine
Walther est le fils d'Ernst baron von Lüttwitz (1823-1892) et de son épouse Cécile, née comtesse Strachwitz von Groß-Zauche und Camminetz (1835-1910). Son père est un capitaine prussien, chef forestier et capitaine de digue. Le futur général d'infanterie prussien Hinko von Lüttwitz est son frère aîné.

### Carrière militaire
Lüttwitz entame une carrière militaire comme cadet le 15 avril 1876 au 38e régiment de fusiliers et obtient les promotions de second lieutenant le 15 décembre 1876 et de lieutenant le 12 juin 1886. Il étudie à l'Académie militaire de Prusse à Berlin de 1887 à 1890 ; il est promu capitaine le 21 janvier 1892 et major le 27 janvier 1898. Il occupe ensuite un poste à l'état-major du 14e corps d'armée à partir du 15 septembre 1904 et promu Oberstleutnant le même jour.
Le 26 avril 1907, Lüttwitz obtient un premier commandement opérationnel d'unité en dirigeant le 109e régiment de grenadiers (de). Par la suite, il commande la 39e brigade d'infanterie le 27 janvier 1911. Le 23 mars 1911, il obtient le grade de Generalmajor et prend la direction de la 2e brigade d'infanterie de la Garde. Du 1er octobre 1912 au 1er janvier 1914, Lüttwitz est muté au grand quartier général à Berlin, puis commande jusqu'au 2 août 1914 la 25e division d'infanterie.

### Première Guerre mondiale
Au déclenchement de la Première Guerre mondiale, Lüttwitz est nommé chef d'état-major de la 4e armée allemande, il est considéré comme un des responsables de l'incendie de Louvain. Le remplacement de Moltke par Falkenhayn entraîne la mutation de Lüttwitz à la tête de la 33e division d'infanterie. Falkenhayn mute Lüttwitz et l'envoie diriger sur le front de l'Est la 2e division de la Garde du 3 juillet au 25 septembre 1915. Il retourne alors sur le front de l'Ouest pour prendre ensuite le commandement du 10e corps d'armée alors engagé dans la bataille de Champagne. Avec son corps d'armée, il est transféré au début juin sur le front de l'Est pour renforcer les troupes des Empires centraux lors de l'offensive Broussilov.
Le 20 août 1916, Lüttwitz est une nouvelle fois muté, il quitte le front de l'Est pour rejoindre Verdun et prendre le poste de chef d'état-major de la 5e armée allemande, à cette occasion il est décoré par le Kaiser Guillaume II de l'ordre Pour le mérite. Il occupe cette fonction jusqu'au 25 novembre 1916, date à laquelle il prend le commandement du 3e corps d'armée et ce jusqu'à la fin de la guerre. Avec cette unité, il combat les troupes françaises lors de la bataille des monts de Champagne en 1917. Durant l'année 1918, Lüttwitz et le IIIe corps d'armée sont engagés dans l'offensive Michael au cours du mois de mars ; puis durant l'été et l'automne ils combattent défensivement dans le secteur de la Somme et de l'Avre.

### Après-guerre
Après l'armistice de 1918 et la révolution allemande, il est nommé commandant en chef de la Reichswehr à Berlin, par le gouvernement provisoire. Il est alors chargé de réprimer, à l'aide des corps francs, le soulèvement spartakiste en janvier 1919.
Pendant les combats de mars 1919 à Berlin (de), il est chargé de réprimer la grève générale et fait tirer sur les manifestants sur Alexanderplatz. Il fait désarmer par la force les marins républicains de la division de la marine populaire qui s'étaient solidarisés avec les grévistes.
Comme de nombreux membres de la Reichswehr, Lüttwitz est un opposant au traité de Versailles, notamment à la clause prévoyant une réduction de l'armée allemande à 100 000 hommes, la dissolution des corps francs et l'extradition de 900 membres de l'ancienne Deutsches Heer (accusés par les Alliés de crimes de guerre). Lüttwitz décide alors de passer à l'action. Dans la nuit du 12 au 13 mars 1920, la brigade de Marine Ehrhardt (fondée par le capitaine Ehrhardt) sous son commandement, occupe les quartiers gouvernementaux berlinois. Le gouvernement Bauer en fuite à Stuttgart ordonne de tirer sur les rebelles, toutefois la Reichswehr refuse de lever les armes (« La Reichswehr ne tire pas sur la Reichswehr »). Mais à cause d'une grève générale déclenchée par le parti communiste, le parti socialiste et le parti socialiste indépendant et faute du soutien des élites bourgeoises libérales, le coup d'État (dit putsch de Kapp) ne dure que quelques jours.
Lüttwitz s'enfuit le 17 mars. Il s'installe quelque temps en Hongrie avant de revenir en Allemagne, une fois son amnistie prononcée en août 1924. Il soutient alors le Deutschnationale Volkspartei (DNVP, opposé à la république de Weimar). En 1931, il soutient le front de Harzburg, coalition à laquelle participe le parti nazi. En 1933, à l'arrivée du parti nazi au pouvoir, il adresse une lettre de félicitations au ministre de l'Intérieur, Wilhelm Frick. En 1934, il publie un livre intitulé Im Kampf gegen die Novemberrepublik (En lutte contre la république de novembre).

## Famille
Lüttwitz a deux fils et une fille, un de ses fils engagé dans un bataillon de chasseurs est tué au combat en 1916. Son autre fils, Smilo Freiherr von Lüttwitz, poursuit une carrière militaire et combat durant la Seconde Guerre mondiale. Sa fille Maria épouse en 1907 le futur général Kurt von Hammerstein.